# Grey Oceans
Grey Oceans es el cuarto álbum de estudio y primero bajo el sello discográfico Sub Pop Records del dúo CocoRosie. Es su primer álbum bajo otra discográfica, desde su partida de Touch and Go Records en 2008. Fue lanzado el 30 de abril de 2010 en Europa y el 13 de mayo para el resto del mundo.

## Listado de canciones
| N.º | Título                                           | Escritor(es)                                    | Duración |  |
| 1.  | «Trinity's Crying»                               | Bianca Casady, Sierra Casady                    | 4:40     |  |
| 2.  | «Smookey Taboo»                                  | Bianca Casady, Sierra Casady                    | 4:44     |  |
| 3.  | «Hopscotch»                                      | Bianca Casady, Sierra Casady, Gael Rakotondrabe | 3:05     |  |
| 4.  | «Undertaker»                                     | Bianca Casady, Sierra Casady, Gael Rakotondrabe | 3:48     |  |
| 5.  | «Grey Oceans»                                    | Bianca Casady, Sierra Casady                    | 4:28     |  |
| 6.  | «R.I.P. Burn Face» (Participación de Neda Sanai) | Bianca Casady, Sierra Casady, Dave Sitek        | 4:34     |  |
| 7.  | «The Moon Asked The Crow»                        | Bianca Casady, Sierra Casady, Gael Rakotondrabe | 3:46     |  |
| 8.  | «Lemonade»                                       | Bianca Casady, Sierra Casady, Gael Rakotondrabe | 5:10     |  |
| 9.  | «Gallows»                                        | Bianca Casady, Sierra Casady                    | 4:25     |  |
| 10. | «Fairy Paradise»                                 | Bianca Casady, Sierra Casady, Dave Sitek        | 4:18     |  |
| 11. | «Here I Come»                                    | Bianca Casady, Sierra Casady                    | 3:25     |  |

- Edición Japón (Bonus tracks)

| Edición Japón |               |                              |          |  |
| N.º           | Título        | Escritor(es)                 | Duración |  |
| 12.           | «Surfer Girl» | Bianca Casady, Sierra Casady | 4:17     |  |
| 13.           | «St. Michael» | Bianca Casady, Sierra Casady | 4:06     |  |